# Libcentro B
La Libcentro B es una liga de básquetbol de Chile disputada el primer semestre entre clubes de las regiones de Valparaíso, Metropolitana, O'Higgins, Maule, Ñuble y Biobío. Esta liga comenzó en el año 2015 en coordinación entre la Liga Nacional, la Federación de Básquetbol de Chile y es administrada por CentrobasketChile.
La Libcentro B clasifica a sus mejores ocho equipos a la Libcentro Pro, donde, en conjunto con los equipos de la Libcentro que no clasificaron a la Liga Nacional, buscan los cinco cupos para disputar la Libcentro de la próxima temporada.

## Equipos
| Equipo                | Ciudad        | Gimnasio                    |
| --------------------- | ------------- | --------------------------- |
| Árabe de Rancagua     | Rancagua      | Asociación de Básquetbol    |
| Árabe de Valparaíso   | Valparaíso    | Fortín Prat                 |
| Arturo Prat           | San Felipe    | Fortín Prat                 |
| Boston College        | Santiago      | Boston College              |
| Colegio Nacional      | Villa Alemana | Luis Cruz Martínez          |
| Estudiantes San Pedro | Concepción    | U. C. Santísima Concepción  |
| Huachipato            | Talcahuano    | Complejo Deportivo CAP      |
| Liceo Mixto           | Los Andes     | Juan Muñoz Herrera          |
| Linares MYT           | Linares       | Nassim Nome Aguilera        |
| Luis Matte Larraín    | Santiago      | Municipal Irene Velásquez   |
| Municipal Quilicura   | Santiago      | Municipal                   |
| San Felipe Básquet    | San Felipe    |                             |
| Sergio Ceppi          | Santiago      | Sergio Ceppi                |
| Stadio Italiano       | Santiago      | Stadio Italiano             |
| Universidad de Chile  | Santiago      | Colegio Patrocinio San José |

## Palmarés
| Año  | Campeón             | Subcampeón  |
| ---- | ------------------- | ----------- |
| 2015 | Palestino (1)       | Brisas      |
| 2016 | Stadio Italiano (1) | Liceo Mixto |

### Campeonatos por equipo
| Club            | Campeón | Subcampeón |
| --------------- | ------- | ---------- |
| Palestino       | 1       | 0          |
| Stadio Italiano | 1       | 0          |
| Brisas          | 0       | 1          |
| Liceo Mixto     | 0       | 1          |